# Prostitution i Australien

Den lagliga statusen hos prostitution/sexarbete i Australien per delstat eller territorium.
Avkriminalisering: prostitution/sexarbete betraktas som arbete och påverkas inte av några lagliga förbud.
Legalisering: prostitution/sexarbete är lagligt och reglerat, men det omfattas av lagar som kriminaliserar vissa relaterade aktiviteter.
Neo-abolitionism: prostitution/sexarbete är lagligt men oreglerat, och organiserade aktiviteter som koppleri är olagligt.

Prostitution och sexarbete i Australien regleras på delstatlig nivå. Ingen av Australiens delstater eller territorier förbjuder själva säljandet av sexuella tjänster, men i övrigt varierar bestämmelserna. I landet omnämns verksamheten ofta som sexarbete (sex work) i samband med legalisering eller avkriminalisering, inte minst i delstater som genomfört sådana lagreformer. 1995 avkriminaliserades sexarbete i New South Wales, och andra delstater och territorier har följt efter.
Förenta nationernas program runt hiv/aids (UNAIDS) beräknade att antalet sexarbetare i Australien under åren 2012–2014 var mellan 20 000 och 25 000. Organisationen Scarlet Alliance agerar intresseorganisation för landets olika sexarbetare. Regler kring exempelvis produktion av pornografi är dock hårdare än i många andra länder. Samtidigt har Australiens moderna lagstiftning har kopplats samman med en större risk för människohandel.  

## Omfattning
I Australien försiggår verksamheten inom sexbranschen inom olika yrkesgrenar.

### New South Wales
Statistik samlas i New South Wales bland annat in via hälsovårdssektorns olika kliniker på området. I början av 2010-talet beräknades nästan 80 procent av de sexarbetare som uppsökte olika kliniker arbeta på bordeller, jämfört med en knapp femtedel som då verkade som fristående eskorter. Av de undersökta personerna tog kvinnliga sexarbetare emot 10–15 kunder per vecka, manliga diton mindre än tio under samma tid. Cirka var tjugonde svarande sa sig vara beroende av tyngre narkotika, oftare bland de manliga sexarbetarna; även där hade dock antalet sjunkit på senare år.
2019 verkade 39 bordeller inom City of Sydney, den centrala delen av storstadsområdet Sydney. Där fanns även ett antal strippklubbar och liknande verksamheter. 2015 noterades 340 bordeller inom delstaten som sådan. Fem år tidigare rapporterades 244 lagliga bordeller i Sydney, vid sidan av 90 klagomål på olagliga verksamheter.

### Queensland
2019 fanns 20 lagligt licensierade bordeller i Queensland, en delstat som då applicerade hårda regler för licensieringen. Bland annat var mängden arbetsrum per bordell lagligt begränsade till fem.

### Victoria
2008 beräknades mängden sexarbetare vara mellan 5 000 och 10 000 i delstaten Victoria, varav mer än hälften av dem inom den informella sektorn och i praktiken utanför lagen. Cirka hälften av dessa uppskattades ett antal år senare vara invandrare.
2020 rapporterades att cirka 1 procent av prostitutionen i delstaten gällde gatuprostitution, medan cirka 55 procent verkade inom eskortsektorn. Fyra av fem sexarbetare var kvinnor, de flesta under 30 års ålder. Knappt var åttonde sexarbetare hade arbetat inom branschen mer än tio år.

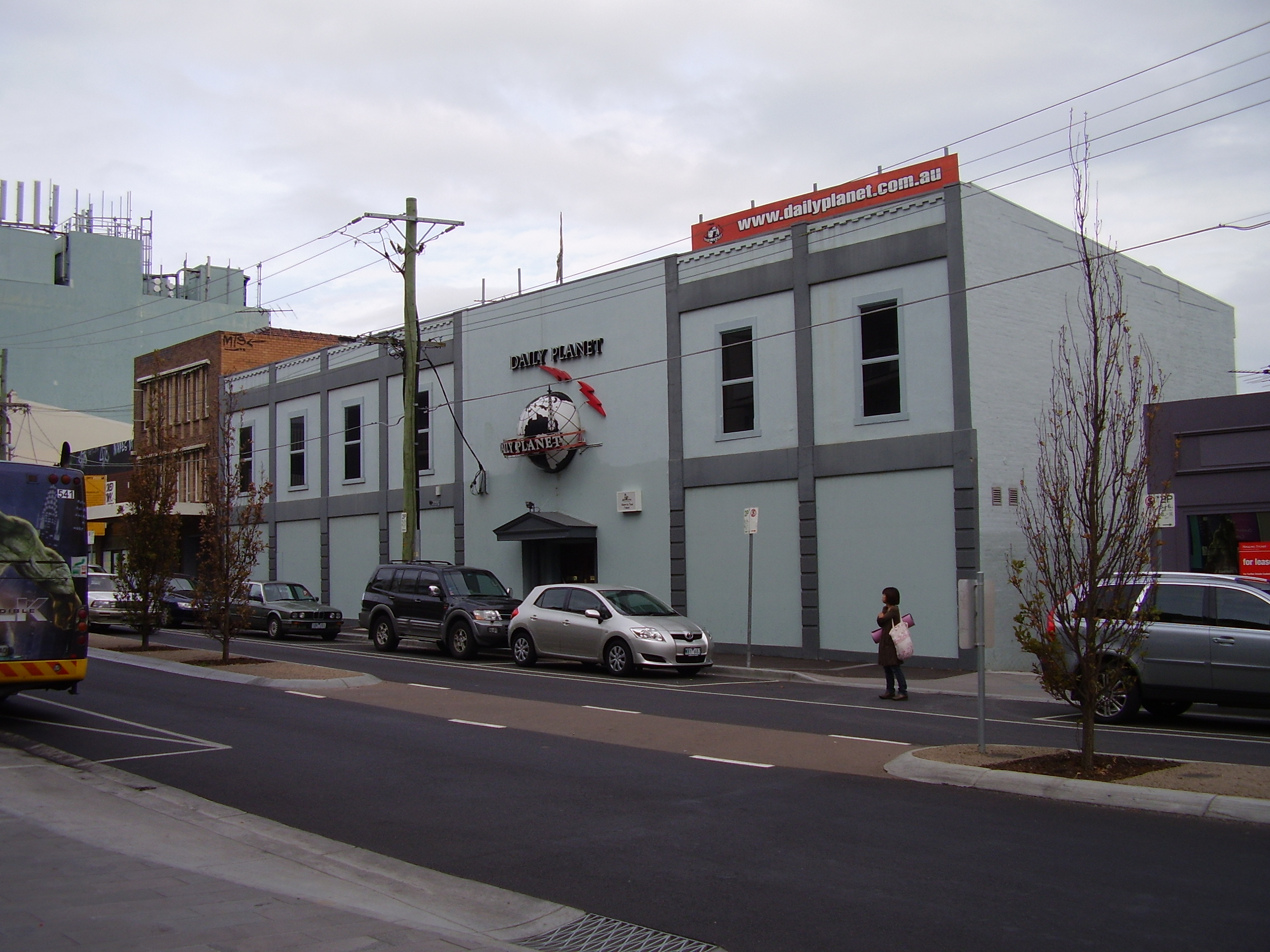
Bordellen Daily Planet i Elsternwick i Melbourne, 2008.

2019 noterades antalet licensierade bordeller vara 89 stycken inom delstaten, varav nästan alla (85 stycken) i Melbourne-området. Samtidigt beräknade delstatspolisen att det samtidigt fanns minst 500 olicensierade bordeller i Victoria.

## Laglighet

### Tre olika modeller
- Tasmanien, Western Australia[10] och South Australia använder sig av en "abolitionistisk" politik. Där själva säljandet av sexuella tjänster lagligt, men sådant som kan definieras som koppleri, inklusive bordeller eller hallickar, är olagligt.[11][12][13][14]

- Australian Capital Territory arbetar med en legaliseringsmodell, där försäljningen av sexuella tjänster är lagliga. Relaterade tjänster som bordeller måste vara licensierade och kan straffas vid underlåtelse att hålla sig med en giltig licens. Eskorttjänster måste skötas utan medhjälpare; det råder därmed förbud mot exempelvis hallickar.[11][15]

- Northern Territory,[16] Victoria[17][18] och Queensland[19] införde mellan 2019 och 2024 lagar som motsvarar en avkriminalisering av prostitution/sexarbete. Motsvarande lagstiftning infördes i New South Wales redan 1995.[20] De flesta lagar mot sexarbete har enligt denna modell tagits bort, och bordeller eller prostituerade behöver inte vara licensierade. Däremot kvarstår vissa regleringar i olika områden, kring var verksamheten kan pågå eller hur den kan marknadsföras.[11][21][22][23][24] Resultaten av dessa skilda lagar har varit blandade,[25] men avkriminaliseringen i New South Wales anses ha förbättrat den personliga hälsan hos sexarbetarna, liksom möjligheten att undvika utnyttjande.[26]

### Definition
Lagarna kring prostitution/sexarbete i Australien gäller för försäljning av fysiska sexuella tjänster till kund. Andra typer av sexarbete, inkluderat arbete med striptease, medverkan i produktion av pornografi, webbkameramodellande eller liknande, räknas inte in i den här lagstiftningen.
Oavsett delstat eller territorium är människohandel för sexuella ändamål, sexuellt slaveri och barnprostitution olagliga företeelser överallt i Australien.

## Historik och utveckling
Sexarbete och prostitution har fungerat olika genom historien. Tre tydliga perioder kan urskiljas: fångkoloniperioden (fram till mitten av 1800-talet), den sena kolonialperioden och det självständiga Australien. Den förkoloniala "prostitutionen" bland aboriginer räknas då bort, eftersom det bar små likheter med det dåvarande systemet med "brudbyte". När européerna anlände, började dessa byta varor i utbyte mot sexuella tjänster från aboriginska kvinnor.
Under fångkoloniperioden gällde allmän engelsk lag, vilket inkluderade hantering av bordeller, korrektionsanstalter och störande av den allmänna ordningen. Under den senkoloniala perioden såg man prostitution som en offentlig hälsofråga, reglerad genom en smittskyddslag som infördes i olika versioner i de olika delarna av (östra) Australien. Den motsvarade en reglerad prostitution med obligatoriska hälsokontroller och inspärrande på en smittskyddsanstalt om någon könssjukdom kunde påvisas. South Australia införde ingen sådan smittskyddslag, eftersom man såg en sådan som "en inskränkning av kvinnors rättigheter och ett officiellt godkännande av omoral". Sedan Australiens grundande som självständig stad 1901 har fokus lagts på att kriminalisera olika aktiviteter som relaterade till prostitution. Man förbjöd aldrig uttryckligen sexköp, men brottslagstiftningen medförde de facto ett sådant förbud.
Från 1970-talet har en successiv liberalisering av lagstiftningen medfört borttagande av ett antal förbud mot prostitution.
Den allra mesta prostitutionen berör kvinnliga sexsäljare och manliga sexköpare, men andra könsmässiga varianter förekommer dock. Viss forskning antyder att kvinnliga sexköpare på senare år kan ha ökat i antal i Australien, delvis på grund av en ökad upplevd trygghet via en allt mer normaliserad sexbransch i landet.

### Fångkoloniperioden (1788–1855)
Prostitutionen i Australien började troligen i samband med den första transporten av straffångar till Australien 1788. Några av kvinnorna som medföljde hade tidigare arbetat som prostituerade, medan andra valde yrket på grund av ekonomiska omständigheter samt den stora skillnaden i antal mellan män och kvinnor. Bigge-undersökningen nämner 1882 "bordeller", men dessa bestod huvudsakligen av kvinnor som arbetade hemifrån.

### Den koloniala perioden (1855–1901)
Under Australiens tid som brittisk koloni, efter 1855 (ett år då flera kolonier erhöll självstyre), anammade stora delar av Australien en brittisk smittskyddslagstiftning (Contagious Diseases Act). Målet med lagen, införd mellan 1868 och 1879, var att försöka kontrollera könssjukdomar inom militären. Man införde obligatorisk inspektion av kvinnor som misstänktes ägna sig åt prostitution, med risken för inspärrande på anstalt.
Under perioden exporterade Japan prostituerade benämnda Karayuki-san. Dessa hamnade i länder som Kina, Kanada, USA, Australien, Franska Indokina, Brittiska Malaya, Brittiska Borneo, Brittiska Indien och Brittiska Östafrika, där de betjänade västliga soldater och kinesiska daglönare.

### Det självständiga Australien (1901–1970-talet)
Efter bildandet 1901 av det självständiga Australien överlämnades brottslagstiftningen i händerna på de olika delstaterna, och 1910 infördes en specifik lagstiftning gällande prostitution. Dessa lagar förbjöd inte prostitutionen i sig, men den kriminaliserade många kringaktiviteter. Lagarna, som var baserade på engelska lagar som införts mellan 1860 och 1885, gällde marknadsföring, åldersbegränsningar, drift av bordeller och uthyrningsregler.

### Från 1970-talet
Sedan 1970-talet har den allmänna politiken på området förändrats i riktning mot en liberalisering. De nya lagarna har dock kommit att skilja sig åt mellan olika delstater och territorier, även om den allmänna attityden i samhället förändrats åt samma håll. En australisk brottsrapport från 1990 rekommenderade ett tydliggörande att prostitution var en laglig verksamhet, eftersom de befintliga lagarna var effektiva och hotade sexarbetarnas verksamhet.
1995 rekommenderade Wood Royal-kommissionen mot poliskorruption i New South Wales att allt sexarbete skulle avkriminaliseras (efter att gatuprostitution avkriminaliserats 1979), i ett försök att stävja korruption och maktmissbruk. Det innebar en fullständig avkriminalisering av verksamheten i delstaten. Detta var åtta år innan motsvarande lag infördes i Nya Zeeland. I delstaten är både bordeller och eskortagenturer lagliga, och sexarbetare omfattas av samma hälsolagstiftning och säkerhetsföreskrifter som arbetare inom andra yrkesbranscher. Gatuprostitution får dock inte förekomma nära ett bostadsområde, en skola, en kyrka eller ett sjukhus.
Efter att Sydkorea 2004 genomdrev sin anti-prostitutionslag, där koppleri och sexköp gjordes olagligt, flyttade många koreanska sexarbetare utomlands – inklusive till Australien. En del forskare anser att detta döljer en stor andel människohandel. 2011 bedömde Sydkoreas utrikesministerium att cirka 1 000 sydkoreanska sexarbetare då befann sig i Australien. En australisk undersökning från 2022 rapporterade att 14 australiska organisationer för utbytesstudier samarbetade med brottssyndikat för att införskaffa visum åt sydkoreanska sexarbetare.

#### Reformer i norr och öster
Åren runt 2020 genomförde tre australiska delstater eller territorier liberaliseringar av lagstiftningen kring sexarbete. Detta inkluderar Northern Territory, som 2019 övergick från en legaliseringsmodell med regleringar till en avkriminalisering av New South Wales-modell. Inga begränsande lagar finns kring gatuprostitution. Beslutet 2019 innebar att Northern Territory införde den första allmänna lagen i världen, där man uttryckligen inräknade sexarbete och sexarbetare i skyddet mot diskriminering.
Avkriminalisering beslutades i Victoria under 2022, främst motiverat av bättre allmänna hälsovillkor och i linje med mänskliga rättigheter. Det praktiska införandet av denna lagstiftning skedde under 2024. Sedan 1994 hade försäljning av sexuella tjänster inom Victorias gränser reglerats under en legaliserad modell, med hård reglering av verksamheten. Reformeringen av lagstiftningen föregicks av en delstatlig undersökning som delstatsregeringen 2019 lät Fiona Patten från Reason Party leda.
Våren 2024 beslutade även Queensland att införa samma typ av lagstiftning som i angränsande New South Wales. Tidigare hade man haft lagar med licenser för arbetet med sexuella tjänster och där gatuprostitution i stort sett var olaglig. Lagen klubbades igenom efter decennier av lobbying, där förespråkare för den nya lagen menade att 90 procent av delstatens sexarbetare fram till dess tvingats arbeta utanför lagen. Den politiska oppositionen i delstatsparlamentet, ledd av Liberal National Party of Queensland, hade föredragit en lag med förbud mot sexköp. Scarlet Alliance, Labourpartiet och det gröna partiet stod dock bakom lagen.

#### Övriga Australien

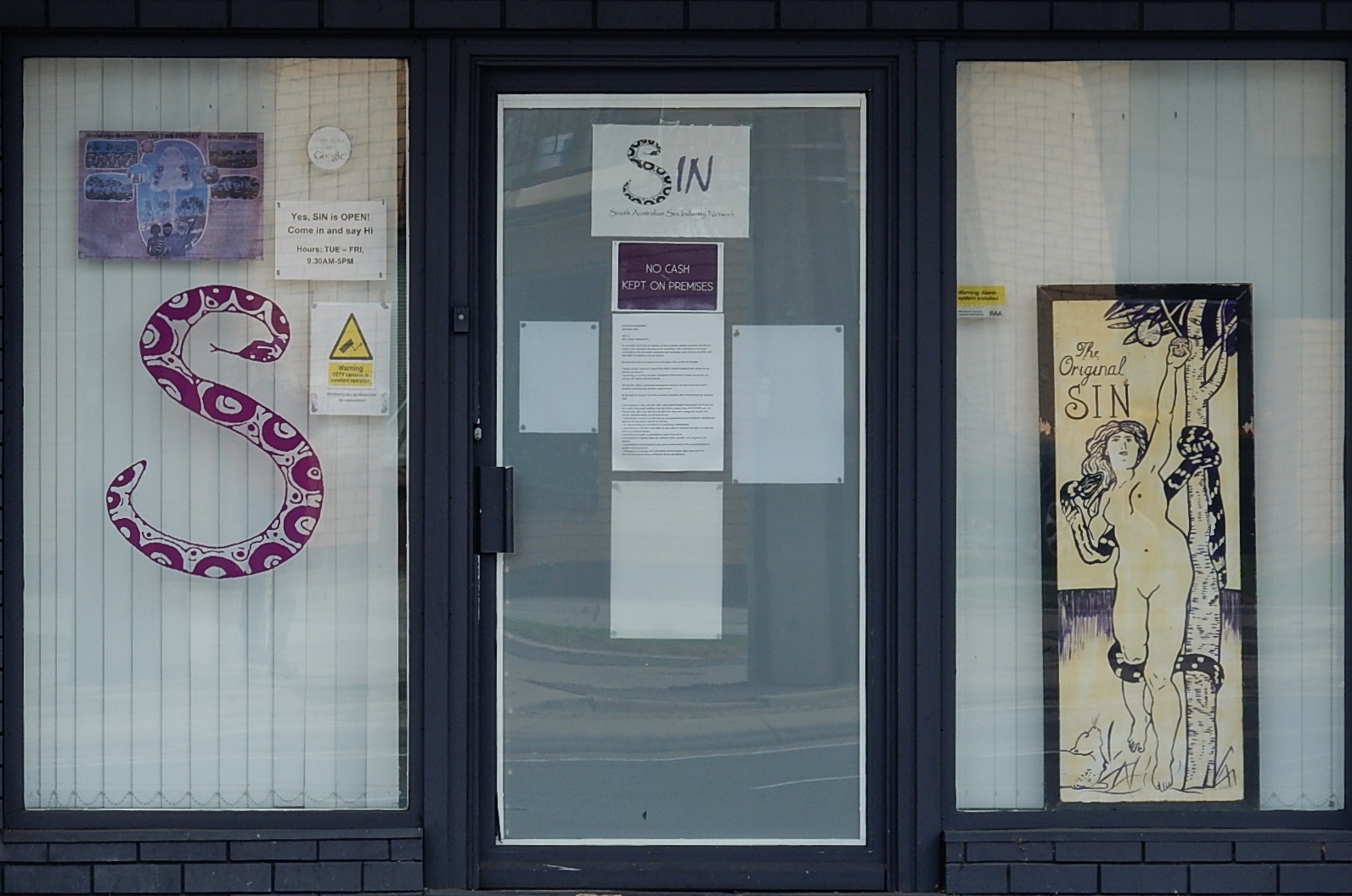
Skyltfönster hos SIN (det sydaustraliska Sex Industry Network), 2015.

I South Australia är lagarna kring prostitution vaga, och lagarna mot bordeller kan i praktiken även appliceras på lokaler där enstaka sexsäljare arbetar. Gatuprostitution är olaglig, men eskortservice beskrivs inte i lagstiftningen. Ett lagförslag för att införa den svenska modellen kring prostitution (med förbud mot sexköp) i South Australias delstatsparlament röstades 2024 ner med en rösts marginal. Som i olika länder i Europa stod argumentationen mellan dem som ansåg att en avkriminalisering skulle öka människohandeln och de som menade att både nuvarande system och en svensk modell i praktiken sätter käppar i hjulet för sexarbetare att arbeta. 2013 gjordes ett misslyckat försök att införa avkriminalisering, efter 13 lagförslag på senare år för att reformera delstatens juridik på området.
Lagarna i Western Australia är snarlikt otydliga, men det finns ett antal lagar mot gatuprostitution samt olika slags koppleri – inklusive bordeller. Inga lagar förbjuder dock eskortfirmor, enligt lagstiftningen som gäller enligt Prostitution Act 2000.
I Tasmanien kan två sexarbetare samarbeta yrkesmässigt, men en mer utbyggd koppleriverksamhet är olaglig. Gatuprostitution är förbjudet i delstaten.

## Ord och varianter
Säljandet av sexuella tjänster har på senare år i Australien allt oftare börjat beskrivas som sex work eller sexual services. Victorias tidigare lagstiftning på området hette Prostitution Act 2000, medan avkriminaliseringen 2022 betitlas Sex Work Decriminalisation Act 2022. 2013 diskuterades även omformuleringar gällande lagstiftningen i Western Australia, genom att ersätta formuleringar som prostitute och prostitution med sex worker, commercial sexual act och sexual services.

### Pornografi
Många sexarbetare arbetar med produktion av pornografi. Reglerna kring produktion och distribution av explicit sexuellt material är hårdare i Australien än i många andra delar av västvärlden. Detta kan jämföras med USA:s förbud mot "obscent" material.
Censurlagarna mot olika kinks och explicit innehåll i film har även drabbat filmer av filmskapare som Bruce LaBruce, Gregg Araki, John Waters och Larry Clark.

### Fotnoter
1. 1 2 3 4  ”Decriminalising sex work in Victoria” (på australisk engelska). www.vic.gov.au. 4 december 2023. https://www.vic.gov.au/review-make-recommendations-decriminalisation-sex-work. Läst 27 maj 2024.
2. ↑  Aroney, Eurydice; Crofts, Penny (2019-04-30). ”How Sex Worker Activism Influenced the Decriminalisation of Sex Work in NSW, Australia.”. International Journal for Crime, Justice and Social Democracy 8 (2):  sid. 50–67. doi:10.5204/ijcjsd.v8i2.955. ISSN 2202-8005. https://www.crimejusticejournal.com/article/view/955. Läst 27 maj 2024.
3. ↑  ”UNdata | record view | Sex workers: Population size estimate”. data.un.org. https://data.un.org/Data.aspx?d=UNAIDS&f=inID:111. Läst 27 maj 2024.
4. ↑  Denton Callander, Cameron Cox, Heather-Marie Schmidt & Basil Donovan (april 2016) (på engelska). Sex Worker Health Surveillance: a Report to the New South Wales Ministry of Health. sid. 7. https://accessproject.org.au/system/refinery/resources/W1siZiIsIjIwMTkvMTEvMjEvNzEzdGwxOWxycV8zLl8yMDE2X05TV19TZXhfV29ya2VyX0hlYWx0aF9TdXJ2ZWlsbGFuY2VfUmVwb3J0LnBkZiJdXQ/3.%202016%20NSW%20Sex%20Worker%20Health%20Surveillance%20Report.pdf. Läst 27 maj 2024
5. 1 2 3  Andrew Taylor (22 juni 2019). ”Sex in the suburbs: Where are Sydney's red light districts?” (på engelska). The Sydney Morning Herald. https://www.smh.com.au/national/nsw/sex-in-the-suburbs-where-are-sydney-s-red-light-districts-20190621-p51zxr.html. Läst 27 maj 2024.
6. ↑  Prostitution Licensing Authority (på engelska). Operational Standards Manual. qld.gov.au. sid. 31. Arkiverad från originalet den 25 maj 2023. https://web.archive.org/web/20230525192035/https://www.pla.qld.gov.au/__data/assets/pdf_file/0004/691321/Operational-Standards-Manual-Final.pdf. Läst 27 maj 2024
7. ↑  Antonia Quandara, Sex Workers and Sexual Assault in Australia: Prevalence, Risk and Safety, (2008) 8 Australian Centre for the Study of Sexual Assault
8. ↑  ”Info Kit for NT Sex Industry Bill 2019 | Scarlet Alliance”. scarletalliance.org.au. 2019. https://scarletalliance.org.au/library/NT_Sex_Industry_Bill_2019_Info_Kit/. Läst 27 maj 2024.
9. ↑  ”Why is the Number of Legal Brothels Decreasing? – Sex Work Law Reform Victoria” (på engelska). sexworklawreformvictoria.org. 2022. Arkiverad från originalet den 27 maj 2024. https://web.archive.org/web/20240527170048/https://sexworklawreformvictoria.org.au/why-is-the-number-of-legal-brothels-decreasing/. Läst 27 maj 2024.
10. ↑  Dahlstrom, Fernanda. ”Sex Work Offences (WA)” (på australisk engelska). Armstrong Legal. https://www.armstronglegal.com.au/criminal-law/wa/offences/sex-work-offences/. Läst 19 februari 2025.
11. 1 2 3 4 5 6 7 8 9  Bartle, Jarryd (1 maj 2023). ”The Legal Status of Sex Work Across Australia” (på engelska). Sydney Criminal Lawyers. https://www.sydneycriminallawyers.com.au/blog/the-legal-status-of-sex-work-across-australia/. Läst 25 maj 2024.
12. 1 2  ”Tasmania sex work laws | Scarlet Alliance”. scarletalliance.org.au. 7 november 2022. https://scarletalliance.org.au/resources/laws/tas/. Läst 25 maj 2024.
13. ↑  ”Western Australia sex work laws | Scarlet Alliance”. scarletalliance.org.au. 7 november 2022. https://scarletalliance.org.au/resources/laws/wa/. Läst 25 maj 2024.
14. ↑  ”South Australia sex work laws | Scarlet Alliance”. scarletalliance.org.au. 7 november 2022. https://scarletalliance.org.au/resources/laws/sa/. Läst 25 maj 2024.
15. ↑  ”Australian Capital Territory sex work laws | Scarlet Alliance”. scarletalliance.org.au. 7 november 2022. https://scarletalliance.org.au/resources/laws/act/. Läst 25 maj 2024.
16. ↑  ”The NT's sex worker laws are among the world's most progressive. Meet some of the people that made them happen” (på australisk engelska). ABC News. 26 november 2022. https://www.abc.net.au/news/2022-11-27/northern-territory-world-first-sex-worker-protections-laws/101697764. Läst 19 februari 2025.
17. ↑  ”Decriminalisation of Sex Work in Victoria” (på australisk engelska). www.police.vic.gov.au. 3 februari 2025. https://www.police.vic.gov.au/decriminalisation-sex-work-victoria. Läst 19 februari 2025.
18. ↑  ”Decriminalising sex work in Victoria” (på australisk engelska). www.vic.gov.au. 4 december 2023. https://www.vic.gov.au/review-make-recommendations-decriminalisation-sex-work. Läst 19 februari 2025.
19. ↑  Queensland Department of Justice (24 juli 2024). ”Sex work industry decriminalisation” (på australisk engelska). www.justice.qld.gov.au. https://www.justice.qld.gov.au/initiatives/sex-work-industry-decriminalisation. Läst 19 februari 2025.
20. ↑  ”The Regulation of Prostitution: A review of Recent Developments”. www.parliament.nsw.gov.au. https://www.parliament.nsw.gov.au/researchpapers/Pages/the-regulation-of-prostitution-a-review-of-recen.aspx. Läst 19 februari 2025.
21. ↑  ”Northern Territory sex work laws | Scarlet Alliance”. scarletalliance.org.au. 7 november 2022. https://scarletalliance.org.au/resources/laws/nt/. Läst 25 maj 2024.
22. ↑  ”New South Wales sex work laws | Scarlet Alliance”. scarletalliance.org.au. 7 november 2022. https://scarletalliance.org.au/resources/laws/nsw/. Läst 25 maj 2024.
23. ↑  ”Queensland sex work laws | Scarlet Alliance”. scarletalliance.org.au. 7 november 2022. https://scarletalliance.org.au/resources/laws/qld/. Läst 25 maj 2024.
24. ↑  ”Victoria’s sex work laws | Scarlet Alliance”. scarletalliance.org.au. 7 november 2022. https://scarletalliance.org.au/resources/laws/vic/. Läst 25 maj 2024.
25. ↑  Jordan 2005, sid. 80ff.
26. ↑  ”Decriminalisation improves sex workers' health and wellbeing, says a 2022 scoping review” (på engelska). European Sex Workers' Rights Alliance. https://www.eswalliance.org/decriminalisation_improves_health_wellbeing_2022_scoping_review. Läst 22 november 2023.
27. ↑  Caldwell, Hilary; de Wit, John (2021-06). ”Women's experiences buying sex in Australia – Egalitarian powermoves” (på engelska). Sexualities 24 (4):  sid. 549–573. doi:10.1177/1363460719896972. ISSN 1363-4607. https://journals.sagepub.com/doi/10.1177/1363460719896972. Läst 29 januari 2025.
28. ↑  Anna Kelsey-Sugg & Sacha Payne (8 oktober 2019). ”A growing number of women are paying for sex, and it's not just for pleasure” (på australisk engelska). ABC News. https://www.abc.net.au/news/2019-10-09/sex-industry-increase-in-australian-women-who-buy-sex/11578722. Läst 29 januari 2025.
29. ↑  Berry, Emi (5 september 2019). ”Australian women buy sex but society isn’t okay with it” (på engelska). UNSW Sites. https://www.unsw.edu.au/news/2019/09/australian-women-buy-sex-but-society-isnt-okay-with-it. Läst 29 januari 2025.
30. ↑  ”Australien - Uppslagsverk - NE.se”. www.ne.se. https://www.ne.se/uppslagsverk/encyklopedi/l%C3%A5ng/australien#historia. Läst 27 maj 2024.
31. ↑  ”Decriminalised: The NSW Laws Governing Sex Work” (på australisk engelska). Sydney Criminal Lawyers. 2019-08-13 / 2022-11-18. https://www.sydneycriminallawyers.com.au/blog/decriminalised-the-nsw-laws-governing-sex-work/. Läst 25 maj 2024.
32. ↑  ”Prostitution Law Reform in New Zealand - New Zealand Parliament” (på engelska). www.parliament.nz. juli 2012. https://www.parliament.nz/mi/pb/research-papers/document/00PLSocRP12051/prostitution-law-reform-in-new-zealand/. Läst 27 maj 2024.
33. ↑  Norma, Caroline (2011). ”The Koreanization of the Australian Sex Industry: A Policy and Legislative Challenge”. The Korean Journal of Policy Studies "26" (3):  s. 13. https://s-space.snu.ac.kr/bitstream/10371/75651/1/1t700365.pdf.
34. ↑  ”The NT's sex worker laws are among the world's most progressive. Meet some of the people that made them happen” (på australisk engelska). ABC News. 26 november 2022. https://www.abc.net.au/news/2022-11-27/northern-territory-world-first-sex-worker-protections-laws/101697764. Läst 27 maj 2024.
35. 1 2  Messenger, Andrew (2 maj 2024). ”Sex work decriminalised in Queensland after decades of campaigning” (på brittisk engelska). The Guardian. ISSN 0261-3077. https://www.theguardian.com/australia-news/article/2024/may/02/queensland-sex-work-decriminalised-law-passes. Läst 27 maj 2024.
36. ↑  Evans, Duncan (4 maj 2024). ”SA votes down Nordic model sex work reform by single vote”. news.com.au. https://www.news.com.au/finance/work/at-work/sa-votes-down-nordic-model-sex-work-reform-by-single-vote/news-story/3b316962e28042ee3149c85e5e3fe7dd. Läst 26 maj 2024.
37. ↑  Simmons, David (28 november 2023). ”Upper House to consider ‘Nordic Model’ sex work Bill - InDaily” (på engelska). www.indaily.com.au. https://www.indaily.com.au/news/2023/11/28/upper-house-to-consider-nordic-model-sex-work-bill. Läst 27 maj 2024.
38. ↑  Roxana Diamond (21 juni 2019). ”No more fear of police: South Australia is close to fully decriminalising sex work” (på amerikansk engelska). The Conversation. http://theconversation.com/no-more-fear-of-police-south-australia-is-close-to-fully-decriminalising-sex-work-119018. Läst 27 maj 2024.
39. ↑  ”Laws Relating to Sex Work (Prostitution) in Western Australia | Andrew Williams Criminal Lawyer”. www.andrewwilliamslawyer.com.au. https://www.andrewwilliamslawyer.com.au/laws-relating-to-sex-work-prostitution-western-australia.html. Läst 27 maj 2024.
40. ↑  Dahlstrom, Fernanda. ”Sex Work And The Law (WA)” (på engelska). Go To Court. cogocourt.com.au. https://www.gotocourt.com.au/criminal-law/wa/sex-work-law/. Läst 26 maj 2024.
41. ↑  ”Sex Work Decriminalisation Act 2022” (på engelska). www.legislation.vic.gov.au. 2022. https://www.legislation.vic.gov.au/as-made/acts/sex-work-decriminalisation-act-2022. Läst 27 maj 2024.
42. ↑   Prostitution Act 2000. 2013-09-13. sid. 42ff. https://www.legislation.wa.gov.au/legislation/prod/filestore.nsf/FileURL/mrdoc_25225.pdf/$FILE/Prostitution%20Act%202000%20-%20%5B02-a0-06%5D.pdf?OpenElement. Läst 27 maj 2024
43. 1 2  Bartle, Jarryd (30 mars 2023). ”Pornography Laws in Australia” (på australisk engelska). Sydney Criminal Lawyers. https://www.sydneycriminallawyers.com.au/blog/pornography-laws-australia. Läst 27 maj 2024.